# Голубев, Сергей (футболист, 1975)
Серге́й Го́лубев (латыш. Sergejs Golubevs; род. 22 января 1975, Рига) — латвийский тренер по футболу, также является арбитром II-й категории.

## Биография
Тренировать Сергей Голубев начал в детском футбольном клубе «71VSK», помогая Анатолию Кожуеву. В 2006 году от знакомых получил предложение отправиться в Англию, работать в футбольном клубе «Ромси Таун». В «Ромси Таун» Сергей Голубев был помощником тренера в двух возрастных категориях, а также играл за клуб.
Весной 2007 года Сергей Голубев прошёл курсы тренеров, и в скором времени возглавил новообразованный клуб «Спартак» из Юрмалы. Поначалу в «Спартаке» он также частенько выходил на замены и порой забивал голы.
В январе 2010 года Сергей Голубев присоединился к тренерскому корпусу клуба «Елгава», где стал помощником главного тренера Дайниса Казакевича. Также в этом году он возглавлял дублирующую команду клуба.
В 2011 году Сергей Голубев, помимо работы в «Елгаве», также играл за другую команду города «Елгава/Юниорс» в розыгрыше Кубка Латвии.